# Σ結合

σ結合のリスト。他にも様々なσ結合が存在する。

σ結合（シグマけつごう、英: Sigma bond）は、結合軸方向を向いた原子軌道同士による結合である。
具体的には
- s軌道同士
- s軌道とp軌道
- spn混成軌道同士や混成軌道とs軌道（n=1,2,3）
- pz軌道同士
- pz軌道とdz2軌道
- dz2軌道同士
- dx2-y2軌道同士

などの作る結合である。